# Mohammed Deif
Mohammed Diab Ibrahim al-Masri (arabiska: محمد دياب إبراهيم المصري), känd som Mohammed Deif, född 1965 i Khan Yunis i Gazaremsan, död 13 juli 2024 i Khan Yunis, var en palestinsk ledare inom Hamas i Gaza. Han blev 2002 ledare för Izz ad-Din al-Qassam-brigaderna, den militära grenen av Hamas. 
Mohammed Deifs föräldrar flydde från al-Qubeiba i Palestina under 1948 års arabisk-israeliska krig. Han studerade på Islamiska universitetet i Gaza och tog en kandidatexamen i naturvetenskapliga ämnen där 1988. Han anslöt sig till Hamas 1987. År 1989 arresterades han av Israel under Första intifadan (1987–1993) och var häktad i 16 månader utan rättegång. Efter frigivningen var han en av grundarna av Izz ad-Din al-Qassam-brigaderna.
Under 1990-talet deltog han enligt Israel i många attacker mot Israel, bland annat bombattentat i Jerusalem och Ashkelon. Mohammed Deif efterträdde i juli 2002 Salah Shehade som ledare av Izz ad-Din al-Qassam-brigaderna, efter det att denne dödats av israelisk militär.
Mohammed Deif har överlevt, men skadats minst två gånger, av flera riktade israeliska flyganfall vid minst sex tillfällen mellan 2001 och 2021. År 2014 gjordes ett flyganfall mot ett bostadshus i Gaza City, varvid hans 27-åriga fru och två av hans barn dödades.
Mohammed Deif har inte synts offentligt på många år. Det finns (2023) bara tre kända bilder av honom: en mycket gammal, en med mask och en av hans skugga.
Den 1 augusti 2024 uppgav den israeliska försvarsmakten på X att Mohammed Deif hade dödats i ett koordinerat anfall i Khan Yunis den föregående månaden.
Den 21 november 2024 en arresteringsorder av Internationella Brottsmålsdomstolen för Mohammed Deif trots att han misstänktes vara död. Detta var på grund av att domstolen inte kunde bekräfta att Mohammed Deif var avliden.